# Aculepeira aculifera
Aculepeira aculifera là một loài nhện trong họ Araneidae.
Loài này thuộc chi Aculepeira. Aculepeira aculifera được Octavius Pickard-Cambridge miêu tả năm 1889.